# Venus Capitolina

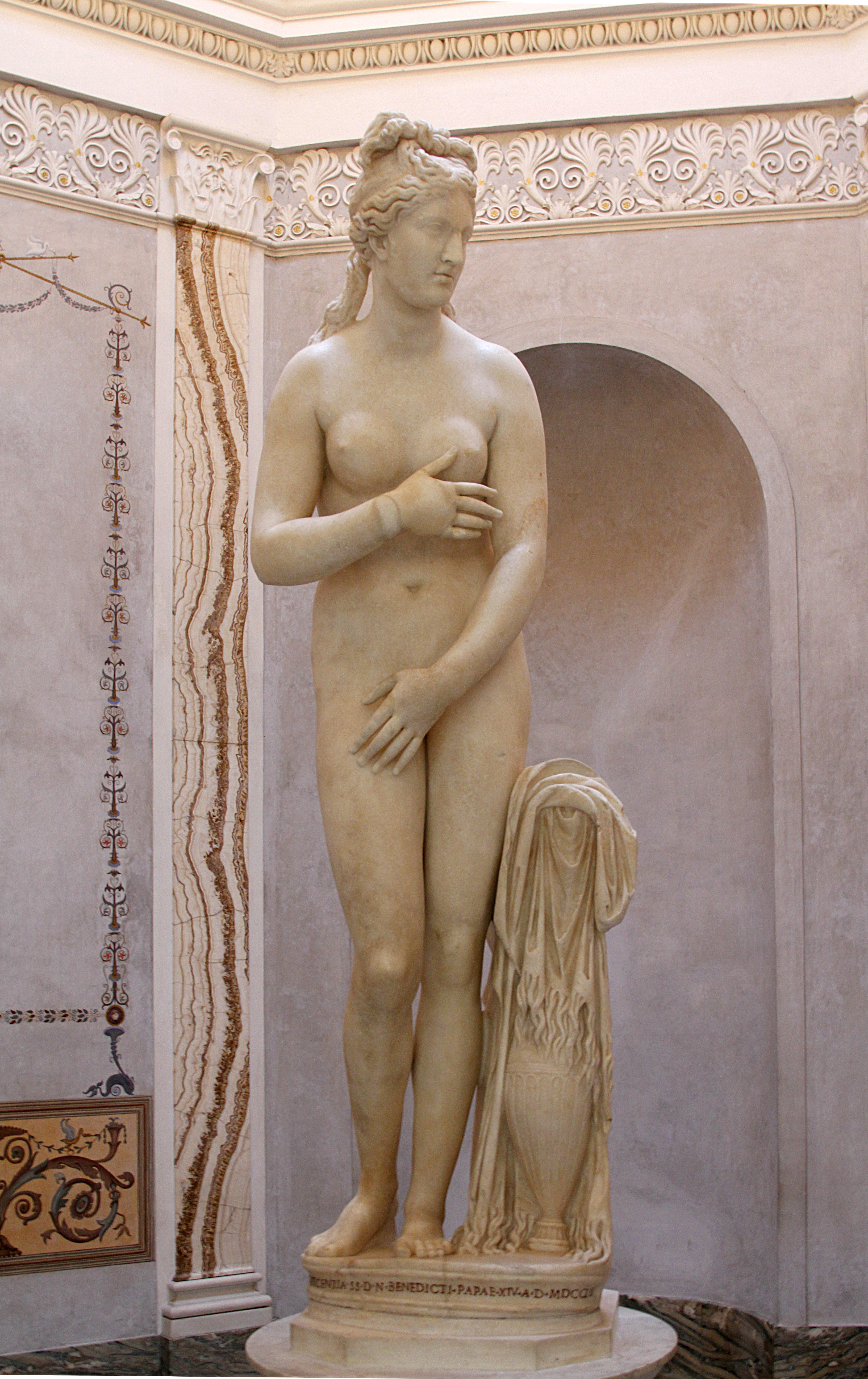
La Venus Capitolina (Museos Capitolinos).

La Venus Capitolina es un tipo de estatua de Venus, específicamente uno de los varios tipos de Venus Púdica (entre los que se incluye también la Venus de Médici), del que existen varios ejemplos. El tipo deriva en última instancia de la Venus de Cnido. Es reconocible por la posición de los brazos: de pie tras un baño, Venus empieza a cubrir sus pechos con la mano derecha y su pubis con la izquierda.
Se cree que el original de este tipo es una variante perdida del siglo III o II a. C. de una obra de Praxíteles, procedente de Asia Menor, que modifica la tradición praxiteliana mediante un tratamiento carnal y voluptuoso del sujeto y del gesto de pudor de la diosa con ambas manos, en lugar de solo una sobre el pubis, como en el original de Praxíteles.

## Ejemplo principal
La estatua más importante de este tipo es un mármol a escala ligeramente mayor que la real, copia antonina de una escultura helenística tardía que deriva de un original de Praxíteles.
Fue hallada en la colina Viminal durante el pontificado de Clemente X (1670–76) en los jardines pertenecientes a los Stazi, cerca de San Vitale. Benedicto XIV la compró a la familia Stazi en 1752 y la donó a los Museos Capitolinos, donde reside actualmente en un nicho propio —llamado «gabinete de Venus»— de la planta baja del Palacio Nuevo del Campidoglio.
Su reputación respecto a la Venus de Médici en Florencia solo creció lentamente, según Haskell y Penny, alimentada en parte como una sensibilidad negativa a las amplias restauraciones emprendidas para minar la Venus florentina. Fue triunfalmente llevada a París por Napoleón bajo los términos del Tratado de Tolentino. El Emperador encargó una copia en mármol a Joseph Chinard, actualmente en el Château de Compiègne. Cuando el original fue devuelto a los Museos Capitolinos en 1816, el molde de yeso que la había reemplazado durante la época napoleónica fue enviado a Gran Bretaña, donde John Flaxman lo elogió antes sus pupilos.

## Otros tipos

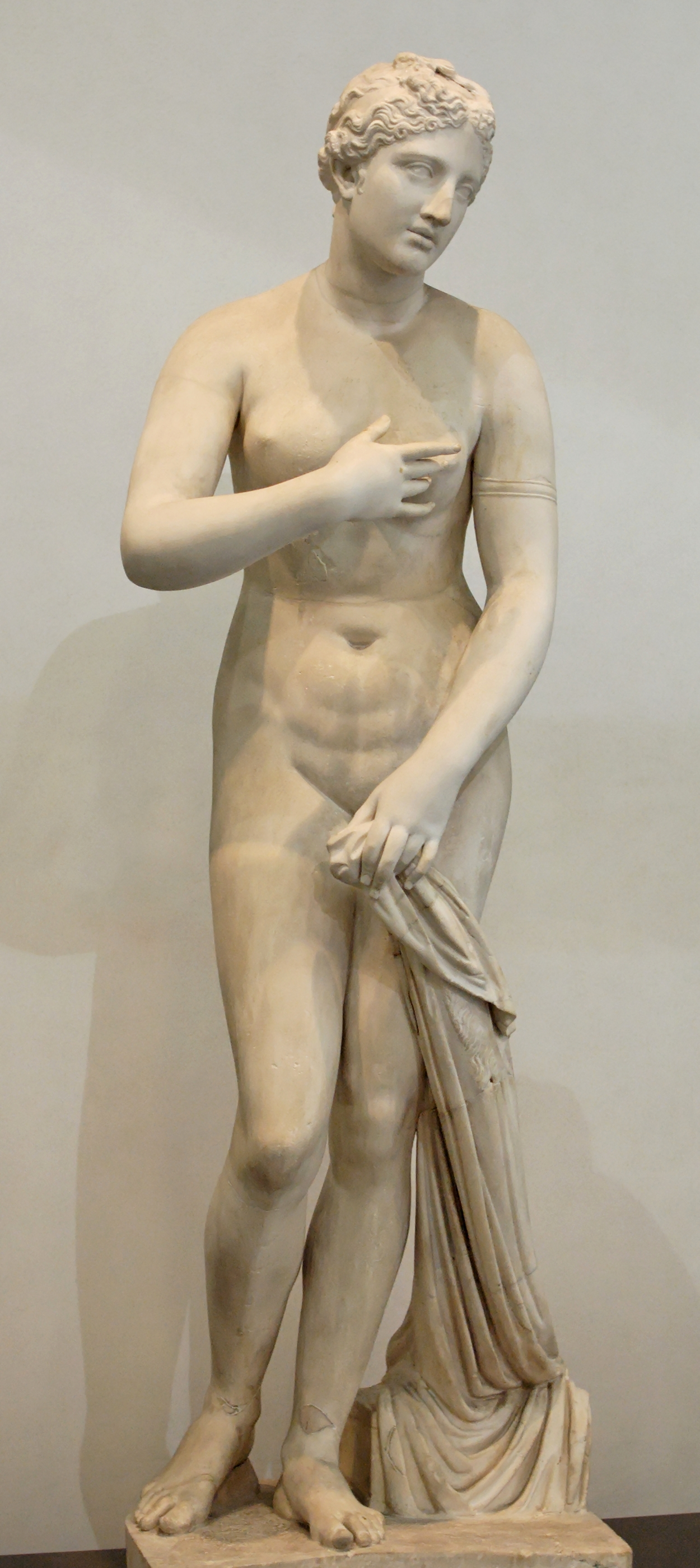
Afrodita de Menofanto, una Venus Púdica firmada por Menofanto,, hallada en San Gregorio al Celio, Roma (Museo Nacional Romano).

La Afrodita de Menofanto fue hallada en el monasterio camaldulense de San Gregorio al Celio. Lleva la firma de Menofanto, un escultor griego, aparentemente del siglo I a. C., del que no se sabe nada más. Los cenobitas camaldulenses ocuparon la antigua iglesia y monasterio de San Gregorio en Clivo Scauri fundada por el papa Gregorio Magno sobre una propiedad de su familia, en la falda (clivus) de la colina de Celio sobre el 580. Su fundación fue dedicada al apóstol Andrés. Para el siglo X el nombre de Gregorio fue añadido al del apóstol, al que terminaría suplantando. La escultura pasó a manos del príncipe Chigi. Johann Joachim Winckelmann la describió en su Geschichte der Kunst des Altertums (tomo V, capítulo II).
La Venus de Campo Iemini, otra estatua del mismo modelo, fue desenterrada en la primavera de 1792 entre otras esculturas en la excavación de una villa romana en Campo Iemini, cerca de Torvaianica, en el Lacio. Los trabajos fueron dirigidos por el anticuario inglés Robert Fagan (1761–1816) bajo el patronazgo de Augusto de Hannover, duque de Sussex en asociación con Sir Corbet Corbet del Museo Británico. En la época de su descubrimiento los ingleses la consideraron superior a la Venus Capitolina. Tras su restauración en Roma fue enviada a Londres, donde el príncipe Augusto la dio a su hermano Jorge IV, que la ubicó en Carlton House. Tras su muerte, cuando Carlton House fue sustituida por una hilera de casas adosadas, Guillermo IV la donó al Museo Británico.
Hay otro ejemplo en el Museo Arqueológico Nacional de Atenas y en el Hermitage, además de la parecida Venus Táuride.